# Angostura simplex
Angostura simplex är en vinruteväxtart som beskrevs av J. A. Kallunki. Angostura simplex ingår i släktet Angostura och familjen vinruteväxter. Inga underarter finns listade i Catalogue of Life.